# Hotel Royal (Heilbronn)

Hotel Royal in Heilbronn, Postkarte von 1907

Hotel Royal am Bahnhofsplatz in Heilbronn, Foto von 1905 anlässlich des Trauerzugs für Major Kramer

Das Hotel Royal war ein Hotel am Bahnhofsplatz in Heilbronn. Es wurde 1904/05 erbaut und unterstrich den repräsentativen Charakter des 1887/88 angelegten Bahnhofsplatzes. Das Gebäude wurde 1944 zerstört und nach dem Krieg notdürftig wiederhergestellt. Nachdem der Pächter Willy Mayer das heute noch bestehende Insel-Hotel auf der Neckarinsel Hefenweiler errichten ließ, hat man den alten Hotelbau Bahnhofsplatz 1958/60 abgebrochen und durch einen Geschäftshaus-Neubau ersetzt.

## Anfänge (1904/1905–4. Dezember 1944)

Wagenpark der Omnibuslinien des Oberamtsbezirks Heilbronn vor dem Hotel Royal 1909, links wurde inzwischen das Postamt No. 2 erbaut

Der Heilbronner Bahnhofsplatz wurde 1887/88 angelegt. Als Tor der Reisenden zur Stadt legte man bei seiner Gestaltung Wert auf einen ausgesprochenen Repräsentationscharakter, der sich u. a. auch durch einen monumentalen, von Lampen umstellten Brunnen auf dem Platz ausdrückte. Die Bebauung der noch Mitte des 19. Jahrhunderts hauptsächlich von Gärten bestandenen Bahnhofsvorstadt erfolgte dann in den Jahren bis etwa 1905. Das Hotel Royal wurde in den Jahren 1904 und 1905 an der Ecke Bahnhofstraße/Roßkampffstraße erbaut und trug die Adresse Bahnhofstraße 33. Die repräsentative Bebauung um den Bahnhofsplatz fand mit der Errichtung des dem Hotel gegenüberliegenden Postamts No. 2 im Jahr 1906 ihren Abschluss. 1933 pachtete Willy Mayer (1907–1978) das Hotel, wobei es dann Hotel Bundschuh und später Hotel Königshof hieß. Das Hotel wurde beim Luftangriff auf Heilbronn am 4. Dezember 1944 zerstört. Trotz der Zerstörungen blieb die Decke über dem Erdgeschoss intakt.

## Nachkriegszeit (Juni 1945–1958/1960)
Im Juni 1945 wurde das Café-Restaurant Mayer im Erdgeschoss der wiederaufgebauten Ruine eröffnet. Die Eismaschinen des Cafés hatten den Krieg überdauert, so dass es in der unmittelbaren Nachkriegszeit dort sogar wieder Eis gab. Strom bezog man vom benachbarten Hotel Kronprinz, wo sich Offiziere der amerikanischen Militärregierung einquartiert hatten. Im Untergeschoss des Hauses stellte die Royal-Klause zwei Zimmer und einen Billardtisch zur Verfügung. Im Herbst 1945 verpflegte das Royal mit zwei Gulaschkanonen im Hof des Hotels mehr als hundert Flüchtlinge, die in einem Zug auf einem Nebengleis in Heilbronn einige Tage ausharren mussten. Bei Regen fanden sie im Untergeschoss des ehemaligen Hotels Unterschlupf. In der Royal-Klause wurden Wein, Kaffee und „Hausfrauen-Suppe“, auch „Trümmersuppe“ genannt, für 20 Pfennige verkauft. Alles wurde im Einheitsgeschirr angeboten, nämlich in Tassen mit Henkel. Dadurch galt: „Niemand kann sehen, was der andere trinkt. Die Wirtsleute sind ebenso fleißige wie knitze Leute.“
Es wurde auch ein Hausgericht, wie Kohlräbchen und Kartoffeln und Leberklöße mit Sauerkraut und Kartoffeln, in der Royal-Klause angeboten. Dadurch wurde die Royal-Klause 1946 mit dem einheitlichen Geschirr ein sehr gut besuchtes Lokal. 1948 wurde im ehemaligen Hotel das Royal-Restaurant in Betrieb genommen. Das Gebäude war bis zum 2. Obergeschoss originalgetreu wiederaufgebaut, vor dem Bau befand sich eine laternenumstandene Terrasse für ein offenes Café. Der Pächter Willy Mayer erwarb 1948 ein Grundstück auf der Neckarinsel Hefenweiler und ließ dort ab 1952 das heute noch bestehende Insel-Hotel errichten. Mit dessen Fertigstellung wurde das Hotelgebäude am Bahnhofsplatz in den Jahren 1958 bis 1960 abgebrochen.

## Kunstgeschichtliche Betrachtung
Das Gebäude war im Stil des Eklektizismus gebaut worden, wobei Architekturelemente aus dem Stil der Neorenaissance und der Neogotik miteinander kombiniert wurden. Das Eckgebäude mit vier Stockwerken hatte als Grundriss einen stumpfen Winkel. Das Hotel hatte als oberen Abschluss drei Zwerchhäuser, wobei diesen Lünetten bzw. Schweifgiebel mit Reliefs vorgeblendet worden waren. Das Gebäude hatte an seinen Ecken Türmchen im Stil der Neogotik. Ein Erker im Stil der Neorenaissance schmückte die Fassade.